# Lomello
Lomello je italská obec v provincii Pavia v oblasti Lombardie.
K 31. prosinci 2010 zde žilo 2 322 obyvatel.

## Sousední obce
Ferrera Erbognone, Galliavola, Mede, Ottobiano, San Giorgio di Lomellina, Semiana, Velezzo Lomellina, Villa Biscossi